# 蕭時馥
蕭時馥（？—？），字仲薌，號種香，又號梅生，贵州開陽人，清朝政治人物、進士出身。

## 生平
道光二十年（1840年）庚子科進士，二甲五十二名，選翰林院庶吉士，散館授編修。